# 卡尔-弗雷德里克·贝沃特
卡尔-弗雷德里克·贝沃特（丹麥語：Carl-Frederik Bévort，2003年11月24日—），丹麦男子自行车运动员，2021年欧洲场地自行车锦标赛男子团体追逐赛金牌得主、2022年欧洲场地自行车锦标赛男子团体追逐赛银牌得主、2022年世界场地自行车锦标赛男子团体追逐赛铜牌得主、2023年世界场地自行车锦标赛男子团体追逐赛金牌得主。